# گوستاو هرلینگ-گروجینسکی
گوستاو هرلینگ-گروجینسکی (انگلیسی: Gustaw Herling-Grudziński؛ ۲۰ مه ۱۹۱۹ – ۴ ژوئیهٔ ۲۰۰۰) نویسنده اهل لهستان بود.
او روزنامه‌نگاری ضدنازی بود و در طول جنگ به اردوگاه کار اجباری در روسیه تبعید شد. تجربه‌اش از این دوران را با آمیزه‌ای از هراس و زیبایی در رمان معروف و شرح حال‌گونهٔ خود، یک دنیای جدا(۱۹۵۳)، منعکس کرد. بعدها علیه متفقین جنگید و سرانجام در ایتالیا اقامت کرد. برخی از داستان‌هایش با استفاده از فضای قرون وسطایی در مجموعه‌ای به‌نام جزیره (۱۹۶۷) گردآوری و ترجمه شده‌اند. آثارش در لهستان تا ۱۹۸۸ رسماً توقیف بود، اما پس از آن جزء متون درسی اجباری مدارس لهستان شد.
وی همچنین برندهٔ جوایزی همچون نشان عقاب سپید (لهستان) شده‌است.